# Нумерій Юлій Цезар
Нумерій Юлій Цезар (*Numerius Julius Caesar, 305 до н. е./300 до н. е. —242 до н. е./240 до н. е.) — давньоримський аристократ часів Римської республіки.

## Життєпис
Походив з патрциіанського, але збідніло роду Юліїв. Рано втратив батька, виховувався дідом Луцієм Юлієм Лібоном Старшим. Втім відсутність зазначних стаків завадило Нумерію брати участь у політичній боротьбі. Тому він обрав кар'єру військового. Перші кроки зробив під орудою діда. Ймовірно був учасником військової кампанії 267 року до н. е. на півдні Італії. Після цього, за деякими відомостями, став квестором. Саме в цей час запроваджено 4 квестури для Італії. В усякому разі в середині 260-х років до н.е. Нумерій Юлій увійшов до складу сенату. Можливо при підтримці діда та роду Клавдіїв.
Згодом Нумерій учасник Першої пунічної війни. Тут зумів звитяжити і першим в роду отримав когномен «Цезар» за те, що власноруч убив слона (від слова caesai, яке з мови маврів значить «слон»). Раніше цей факт зараховувався до дій його сина Луція, який, ймовірно, також супроводжував батька під час військових дій на Сицилії. Втім перший раз «Цезар» згадується по відношенню саме до Нумерія.

## Родина
- Луцій Юлій Цезар